# Joe Klamar

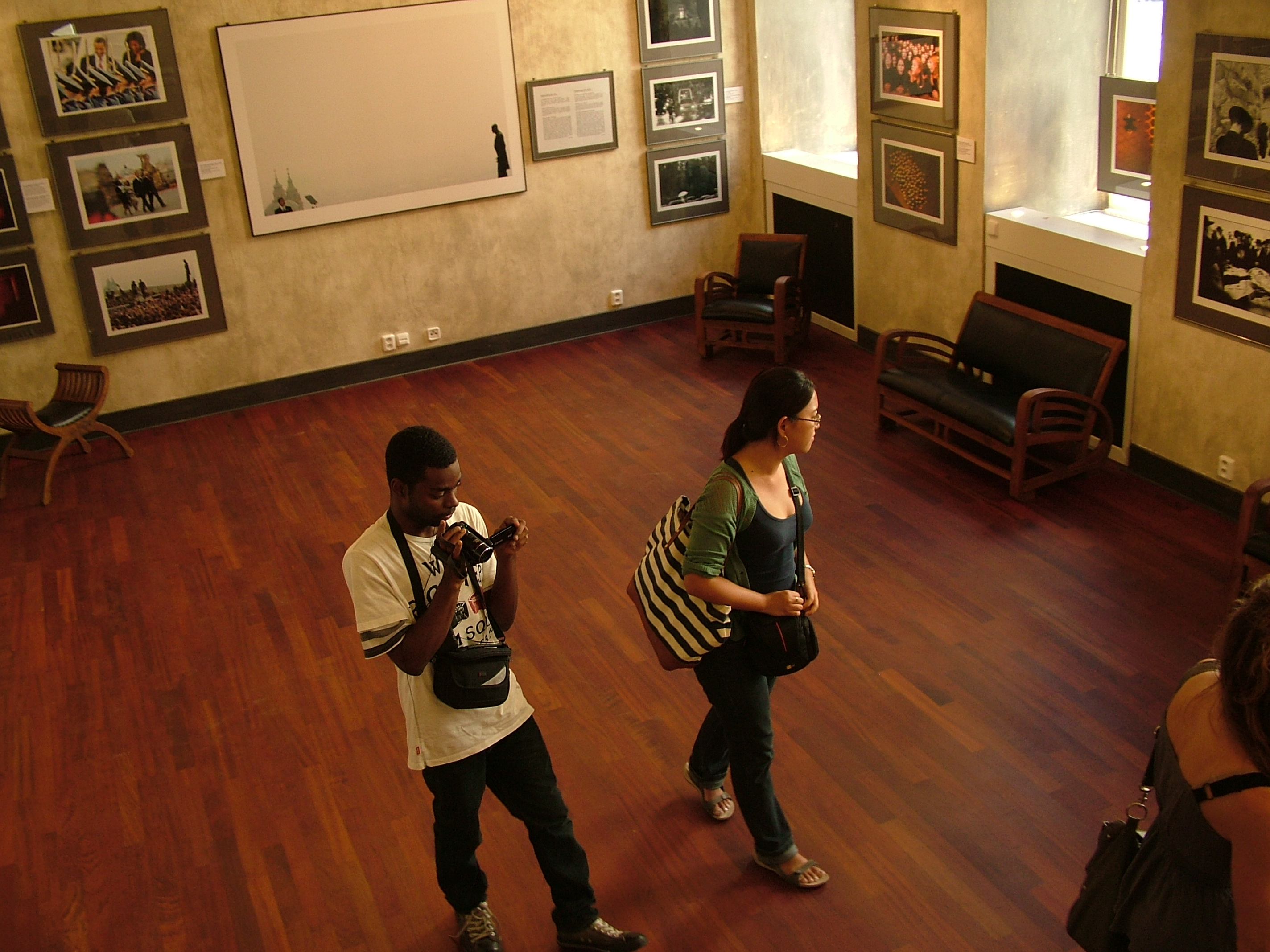
Výstava fotografií Joe Klamara s názvem Joe Klamar: Fotograf roku, galerie Czech Photo Gallery, Újezd, Praha, 2011

Joe Klamar (* 1965, Jasná, Slovensko, původním křestním jménem Jozef Klamár) je současný fotograf slovenského původu. Je šéffotografem francouzské agentury Agence France-Presse pro oblast střední Evropy. V roce 2009 vyhrál hlavní cenu soutěže Czech Press Photo za snímek Barack Obama v Praze.

## Životopis
Joe Klamar vyrůstal v nízkotatranském sportovním letovisku Jasná na turistické chatě Zahrádky. V mládí se vedle fotografování zabýval také závodním lyžováním. Okolo 18 roku se přestěhoval do Bratislavy, kde mj. dělal asistenta v televizi. V roce 1987 během zájezdu do Jugoslávie emigroval přes Rakousko do Kanady. Prvních několik let, které prožil v Torontu a v městě Medicine Hat v Albertě, vykonával manuální zaměstnání – pracoval v automyčce, rozvážel pizzu a natíral trubky v rafinerii.
Na začátku 90. let 20. století se rozhodl studovat fotografii a výtvarné umění na Medicine Hat College. Ještě během studií začal spolupracovat s místním deníkem Medicine Hat News a s agenturou Canadian Press. Později pracoval pro Winnipeg Sun, slovenskou tiskovou agenturu a pro Reuters. V roce 1998 se rozhodl pro návrat na Slovensko.
V současnosti je středoevropským šéffotografem Agence France-Presse, pro kterou zaznamenává dění v celém světě. V soutěži Czech Press Photo každoročně získává několik ocenění, v roce 2009 získal hlavní cenu za snímek Baracka Obamy v Praze.